# Morti nel 1377
| Questa pagina contiene informazioni ricavate automaticamente dalle voci biografiche con l'ausilio del template Bio e di un bot. L'aggiornamento è periodico e automatico e ricostruisce completamente la pagina. Se manca una persona in questa lista, sei pregato di non aggiungerla, ma accertati piuttosto che la sua voce biografica contenga il template Bio e che i dati anagrafici siano correttamente compilati. Se il template Bio manca, inseriscilo tu stesso o, in alternativa, metti l'avviso {{tmp\|Bio}} che ne segnala la mancanza. Se i dati riportati sono sbagliati, correggi direttamente la voce biografica; le modifiche saranno visibili in questa lista entro pochi giorni. Per chiarimenti vedi il progetto biografie. La lista contiene solo le 27 persone che sono citate nell'enciclopedia e per le quali è stato implementato correttamente il template Bio. Pagina aggiornata al 10 ago 2025. |

- 2 gennaio - Casimiro IV di Pomerania, duca (n. 1351)
- 25 gennaio - Paolo Rainaldi, vescovo cattolico italiano
- 7 febbraio - Guglielmo Zucchi, presbitero italiano
- 10 aprile - Ludolfo di Sassonia, religioso, monaco cristiano e teologo tedesco
- 28 aprile - Ugolino de' Rossi, vescovo cattolico italiano
- 2 maggio - Hugh de Courtenay, II conte di Devon, nobile inglese (n. 1303)
- 5 maggio - Matilde di Lancaster, nobile e religiosa britannica
- 24 maggio - Algirdas, sovrano lituano
- 21 giugno - Edoardo III d'Inghilterra, re britannico (n. 1312)
- 15 luglio - Giovanni Magalotti, politico italiano
- 27 luglio - Federico IV di Sicilia, re (n. 1341)
- 27 luglio - Robert de Juliac, francese
- 7 agosto - Niccolò degli Alberti, banchiere, diplomatico e mecenate italiano
- 25 novembre - Pierre d'Estaing, cardinale e arcivescovo cattolico francese
- 6 dicembre - Elisabetta di Henneberg, nobildonna tedesca
- Gómez de Albornoz, condottiero spagnolo (n. 1322)
- Roberto di Perche, conte francese (n. 1344)
- Andrea di Bonaiuto, pittore italiano (n. 1319)
- Guillaume de Machaut, poeta e compositore francese (n. 1300)
- Margherita d'Aragona, principessa (n. 1331)
- Maria del Portogallo, principessa portoghese (n. 1342)
- Riccarda di Schwerin, nobile svedese (n. 1347)
- Toktakya, condottiero mongolo
- Trincia Trinci, nobile italiano
- Uros Khan, condottiero mongolo
- Vladislav I di Valacchia, principe
- Beatrice d'Arborea, nobile